# Ciudad VLC
Ciudad VLC es un diario de circulación local en la ciudad de Valencia, capital del estado Carabobo, tabloide integrante del Sistema Nacional de Medios Públicos de Venezuela y del Ministerio del Poder Popular para la Comunicación y la Información. Entró en circulación el 13 de abril de 2012. Su director es el periodista Alexis Vega.
Es de destacar que la nomenclatura usada por el diario es correspondiente a un nombre propio, siendo que la abreviatura respectiva a la ciudad de Valencia son las siglas "VLN", de acuerdo al Código de aeropuertos de IATA correspondiente al Aeropuerto Internacional Arturo Michelena.